# Kawauso (Film)
Kawauso (japanisch カワウソ) ist ein japanischer Animationsfilm. Der schwarz-weiße Kurzfilm feierte am 17. Februar 2024 auf der 74. Berlinale seine internationale Premiere in der Sektion Berlinale Shorts.

## Handlung
Als ein Mädchen im hohen Gras spazieren geht, holt sie ein Otter ein und begleitet sie. Die beiden können nicht miteinander kommunizieren, sie leben in getrennten Räumen. Während ihres Treffens regnet der Müll der Menschen vom Himmel und es scheint, also ob er alles unter sich begraben wird. Der Otter verlässt diesen Ort.

## Hintergrund
Der in Kawauso gezeigte Japanische Fischotter gilt seit 2012 in Japan als ausgestorben. Das kleine Nagetier ist jedoch als Kawauso nach wie vor eine  Figur der japanischen Sagen und Folklore.
Izuhara, der Regie führte und die Animation gestaltete, scheint mit seinem Film zum Nachdenken über die Auswirkungen der Zivilisation auf unsere Umwelt anregen zu wollen. Er nimmt bereits zum vierten Mal mit einem Kurzfilm an einer Berlinale teil.
Der Film wurde von der japanischen Firma Mangosteen produziert.

## Rezeption
In der Beschreibung des Films anlässlich seiner Auszeichnung auf dem Sapporo Short Festival 2023 steht: „Durch die Darstellung des Japanischen Fischotters, von dem man annimmt, dass er 2012 ausgestorben ist, bietet dieser Kurzfilm die Möglichkeit, darüber nachzudenken, was die moderne Gesellschaft geopfert hat.“
Anna Henckel-Donnersmarck, Mitglied der Sektion Berlin Shorts der 74. Berlinale, hebt hervor, dass „Kawauso […] sich als tieftrauriges Abschiedslied an den ausgestorbenen Japanischen Fischotter [entpuppt]. Er nutzt dafür ein eigenwilliges filmisches Mittel: Immer, wenn die Protagonistin mit dem Otter sprechen möchte, setzt der Ton komplett aus. Die beiden können nicht miteinander kommunizieren, weil sie nicht in derselben Zeitebene existieren.“
Auf moviebreak beschrieb Lida Bach den Film mit den Worten, es handele sich hier um ein „auf mehreren Ebenen zauberhaften Zeichentrickfilm“. Außerdem lobte sie auch die Ausführung der Zeichnungen: „filigrane Bleistiftlinien erfassen in faszinierender Detailgenauigkeit die nostalgische Naturkulisse“.

## Auszeichnungen und Nominierungen
- 2024: Internationale Filmfestspiele Berlin
- 2023 Japan Premier Award auf dem Sapporo Short Festival